# Adele Schopenhauer

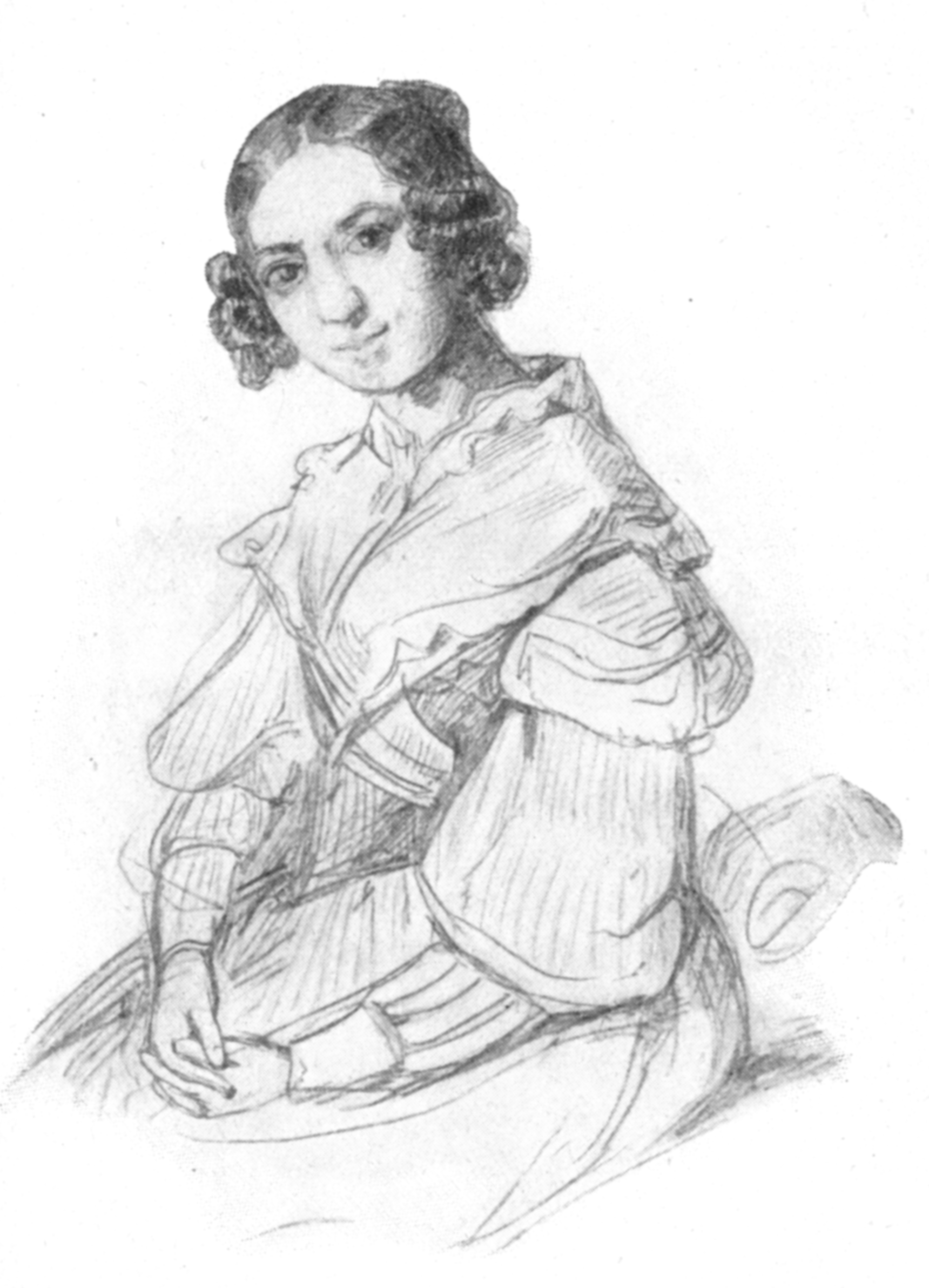
Adele Schopenhauer in einem Porträt von Alexander von Sternberg aus dem Jahr 1841

Luise Adelaide Lavinia Schopenhauer, bekannt als Adele Schopenhauer (* 12. Juli 1797 in Hamburg; † 25. August 1849 in Bonn), war eine deutsche Schriftstellerin. Sie war die Tochter der Schriftstellerin Johanna Schopenhauer (1766–1838) und des Großkaufmanns Heinrich Floris Schopenhauer (1747–1805) und die Schwester des Philosophen Arthur Schopenhauer. Von ihr verwendete Pseudonyme waren (u. a.) Henriette Sommer und Adrian van der Venne.

## Leben und Wirken

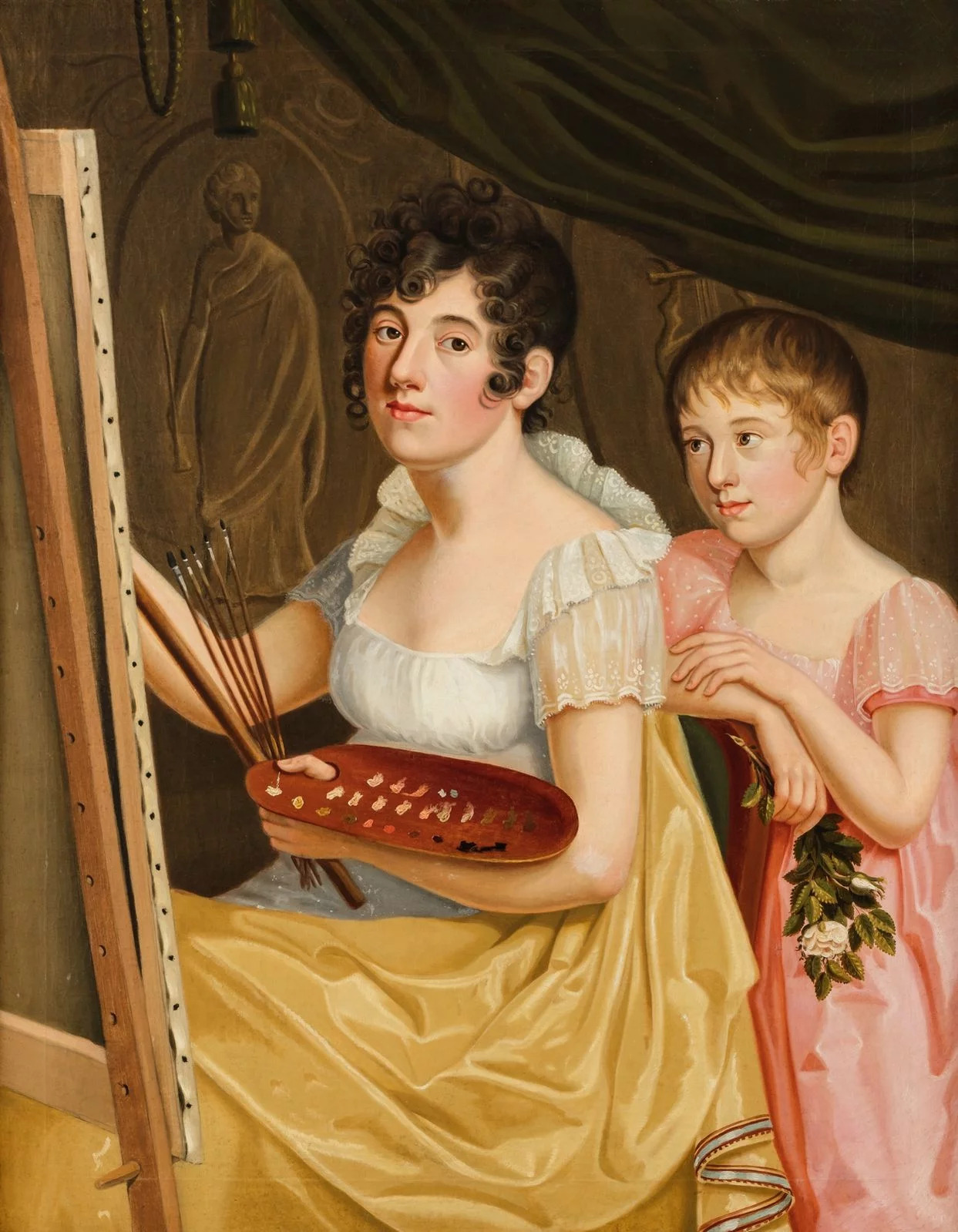
Caroline Bardua: Johanna und Adele Schopenhauer (als Kind), 1806

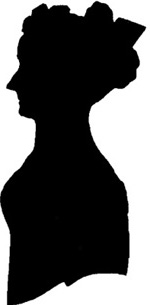
Selbstporträt

Adele Schopenhauer wuchs zunächst in Hamburg auf und blieb dort auch während der oft langen Reisen der Eltern. Nach dem Tod des Vaters 1805 zog die Familie im Folgejahr nach Weimar, wo Adele unter dem Einfluss des Künstler- und Gelehrtenzirkels erwachsen wurde, welcher sich im Salon ihrer Mutter versammelte. Adele war hochbegabt und beschäftigte sich mit Literatur und Dichtung. Doch schrieb sie nicht nur Märchen, Gedichte und Romane, sondern sie war auch eine Meisterin des Scherenschnitts.

### Der Vermögensverlust im Jahr 1819
Im Mai des Jahres 1819 verloren Johanna und Adele Schopenhauer beim Zusammenbruch des Danziger Bankhauses von Abraham Ludwig Muhl große Teile ihres von Heinrich Floris Schopenhauer (Ehemann Johannas und Vater Adeles) 1805 geerbten Vermögens, welches sie vollständig bei dem Danziger Bankhaus deponiert hatten. Arthur Schopenhauer hatte nur ein Drittel seines Vermögens bei Muhl zurückgelassen und war auch nicht bereit, sich auf einen Vergleich mit Muhl einzulassen. Diese Affäre führte zu einer weiteren Verschlechterung des Verhältnisses zwischen Arthur und den beiden Frauen, denn sie hatten ihn brieflich immer wieder gebeten, dem Vergleich zuzustimmen – nicht zuletzt, weil sie als Frauen stärker von Zinseinkommen abhängig waren und durch den Vergleich hofften, wenigstens noch einen Teil des Geldes retten zu können. Mutter und Tochter ließen sich daher auf einen Vergleich mit 70 Prozent Verlust ein und verloren so den größten Teil ihres Vermögens. Arthur hingegen weigerte sich, seine Wechsel einzulösen, wobei er der Schwester unterstellte, sie strebe den Vergleich an, um heimlich mehr zu bekommen als er.
Der Vermögensverlust hatte einschneidende Konsequenzen. Zwar konnte Johanna durch ihre Schreibtätigkeit etwas verdienen und Adele hatte ein kleines Restvermögen, weil sie durch ihre Unmündigkeit zum Teil geschützt wurde, aber den Lebensstil der davorliegenden Jahre konnten Mutter und Tochter Schopenhauer in den 20er Jahren des 19. Jahrhunderts bei weitem nicht mehr führen. Dies geht auch aus einem Brief hervor, den Adele 17 Jahre nach dem Verlust schreibt und in dem sie von „Scheinwohlhabenheit“ spricht.
Während jener Jahre war Adele Schopenhauer eng mit Goethes späterer Schwiegertochter Ottilie befreundet und verkehrte demzufolge häufig in Goethes Haus in Weimar. Es heißt, dass sie Goethe stets „Vater“ genannt habe. Diese Episode wurde später durch Thomas Mann in seinem Roman Lotte in Weimar verarbeitet.

### Umzug nach Bonn
Bedingt durch die Änderung der Verhältnisse in Weimar und durch die ungünstigere finanzielle Situation erwogen Adele und Johanna Schopenhauer einen Umzug. Ab 1827 hielt Adele sich häufiger in Köln und Bonn auf. Im Mai 1829 zog sie permanent nach Unkel bei Bonn; im Juli folgte die Mutter nach.  In Bonn hatte sie sich 1828 mit Sibylle Mertens-Schaaffhausen und Annette von Droste-Hülshoff angefreundet – Adele bezeichnete letztere als „das geistreichste Wesen, was ich unter Frauen kenne“. Zwischen Sibylle Mertens und Adele Schopenhauer entspann sich eine Liebesbeziehung, die nach mehreren Hindernissen in eine Lebensgemeinschaft mündete, die erst mit Adele Schopenhauers Tod enden sollte.

### Tod und Grabstätte

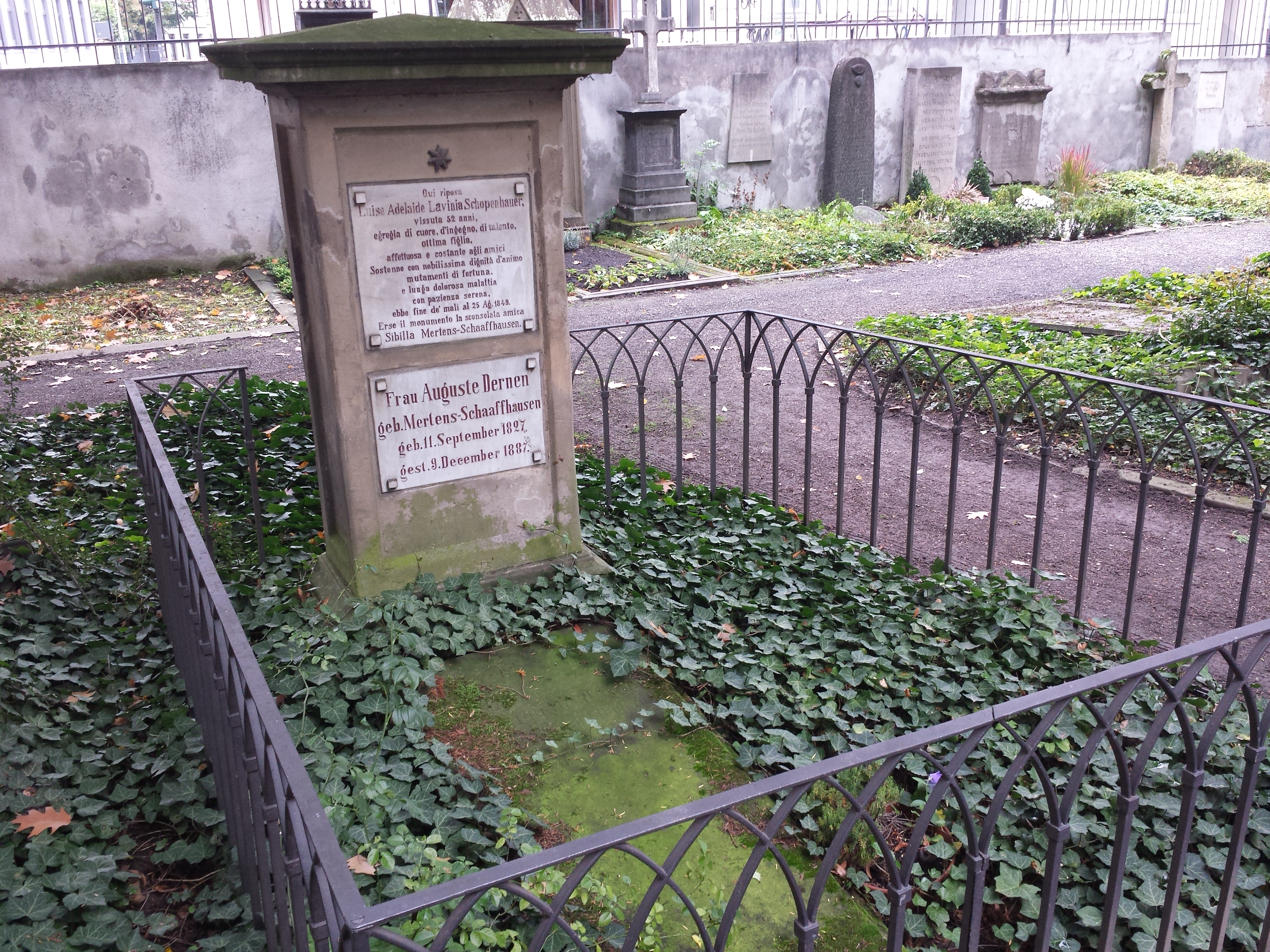
Grab von Adele Schopenhauer und Auguste Dernen geb. Mertens-Schaaffhausen (Alter Friedhof in Bonn)

Nach dem Tod der Mutter 1838 gab Adele deren Nachlass heraus und reiste viel, vorwiegend nach Italien, bis sie schwer an Unterleibskrebs erkrankt zu ihrer Lebensgefährtin Sibylle Mertens-Schaaffhausen nach Bonn zurückkehrte. Dort starb sie nach Qualen am Morgen des 25. August 1849; sie wurde am 28. August – dem 100. Geburtstag Goethes – auf dem Alten Friedhof in Bonn beigesetzt. Am Tag nach der Beerdigung hielt Sibylle in ihrem Garten eine private Totenfeier ab. Etwa ein Jahr später ließ sie eine Grabinschrift in italienischer Sprache anfertigen. Sibylles jüngste Tochter Auguste wurde 38 Jahre nach Adeles Beisetzung auf eigenen Wunsch in derselben Grabstätte beigesetzt.

## Werke (Auswahl)
- In dem Gedichtband Phalänen von G. F. Müller v. Gerstenbergk. Leipzig 1817:[15]
  - [anonym]: Tod im Leben, S. 4f.
  - Evelinde: Die Sternen-Blume der Freundschaft, S. 8
  - [anonym]: An einem scheidenden Landwehrmann 1813, S. 189f.
- In der informellen Zeitschrift Chaos (1. Jg. September 1829 bis Oktober 1830; 2. Jg. Sommer 1831 bis Anfang 1832), Nachdruck als Chaos. Herausgegeben von Ottilie von Goethe, […]; Reinhard Fink, Das Chaos und seine Mitarbeiter. Bern 1968 (DNB 572591020):

- Viator: Stolz und Stumm. 1. Jg., Nro. 11, im Nachdruck S. 48.
- Viator: „Wende die Blicke von mir!“ 1. Jg., Nro. 14, im Nachdruck S. 56.
- [anonym]: Die Wolken. 1. Jg., Nro. 25, im Nachdruck S. 99.
- [anonym zusammen mit Sibylle Mertens-Schaaffhausen]: Weltenpoesie. 2. Jg., Nro. 8, im Nachdruck S. 31.

- Adrian van der Venne: Die lothringischen Geschwister. Novelle. In: Phönix. Frühlings-Zeitung für Deutschland vom 2. September (Nr. 207) bis 19. Oktober (Nr. 247) 1835, S. 825f. bis S. 986f.. (31 Folgen)
- Haus-, Wald- und Feldmärchen. Leipzig 1844. (Digitalisat)
- Anna. Ein Roman aus der nächsten Vergangenheit, Theil 1–2; Leipzig: Brockhaus, 1845 (online – Internet Archive).
- Adrian van der Venne: Der Gefangene  von Bologna. Oper in drei Aufzügen. Andrä, Leipzig 1845. (Libretto; Musik von Walther von Goethe)
- [anonym]: Darstellung des Dante in vier Jahrhunderten. In: Kunstblatt vom 27. und 31. Januar 1846, S. 18‒23.
- [anonym]: Die Kunstausstellung in Rom. In: Illustrirte Zeitung vom 7. März bis 25. April 1846, S. 158, 170, 202, 273f.
- Genueser Briefe. An Walther von Goethe. In: Novellen-Zeitung, II. Band, Leipzig 1846, S. 286‒288, 294f., 302f., 310‒312, 319f.
- [anonym]: Ueber das Privatleben des Giulio Romano. In: Kunstblatt vom 26. Juni 1847, S. 121‒123.
- Florentinische und Römische Briefe. In: Europa. Chronik der gebildeten Welt, 1847, S. 359f., 365‒367 und 385-387.
- Gian-Battista und die Malergilde zu Genua. In: Europa. Chronik der gebildeten Welt, 1847, S. 781‒789 und 797‒807.
- [anonym]: Aus Florenz. In: Morgenblatt für gebildete Leser, 1848, S. 4, 8 und 12; S. 116 und 120; S. 447f., 452 und 456; S. 556 und 560.
- Eine dänische Geschichte. Braunschweig 1848 (Digitalisat). Neu herausgegeben von Karl-Maria Guth. Hofenberg, Berlin 2017, ISBN 978-3-7437-0533-3.
- Das Silhouettenbuch der Adele Schopenhauer. Als Faksimile herausgegeben von Hans Timotheus Kroeber. Weimar 1913. (DNB 36265087X)
- Gedichte und Scherenschnitte, 2 Bände; hrsg. von H. H. Houben und Hans Wahl. Leipzig: Klinkhardt, 1920.
  - Band 1: Gedichte; Band 2: Scherenschnitte.
- Florenz. Ein Reiseführer mit Anekdoten und Erzählungen (1847/48). Sowie weitere Aufzeichnungen über Italien. Nach den handschriftlichen Fragmenten hrsg. [und eingeleitet] von Waltraut Maierhofer. VDG Verlag und Datenbank für Geisteswissenschaften, Weimar 2007, ISBN 978-3-89739-541-1. (Inhaltsverzeichnis)
- [Vom Nieder-Rhein, 1849.] Ulrich Bornemann: „Xanten und Calcar sind ein paar köstliche Juwelen“. Adele Schopenhauers Reisebericht „Vom Nieder-Rhein“. In: Kalender für das Klever Land auf das Jahr 2009. 59. Jg., Boss-Verlag, Kleve 2009, ISSN 0174-0520, S. 99‒117.

### Edierte Tagebücher
- Tagebücher der Adele Schopenhauer. Hrsg. Kurt Wolff. 2 Bände. Insel-Verlag, Leipzig 1909.
- Adele Schopenhauer. Tagebuch einer Einsamen. Hrsg. [und eingeleitet] von H. H. Houben. Leipzig 1921 (Digitalisat).
Neuausgabe mit Scherenschnitten der Autorin und einem Anhang von Rahel E. Feilchenfeldt-Steiner. Matthes und Seitz, München 1985.

## Scherenschnitte (Auswahl)

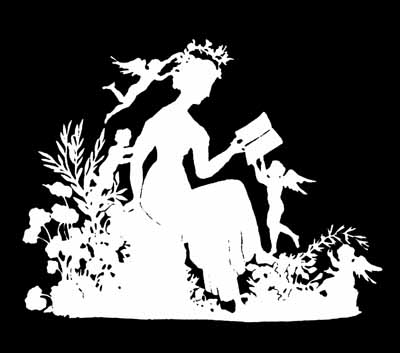
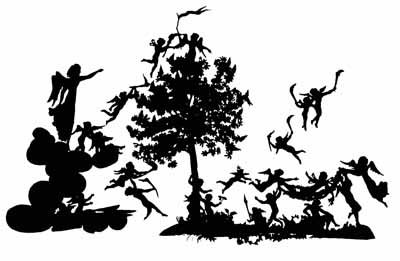
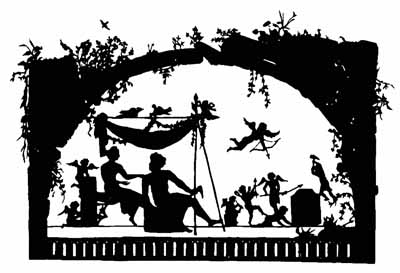
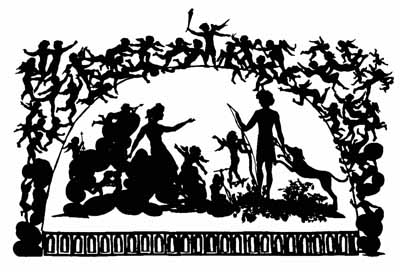
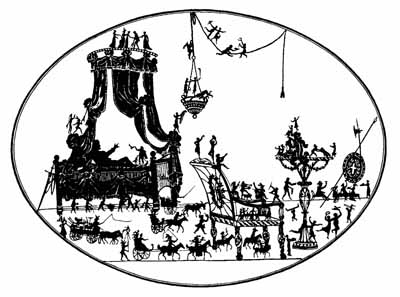
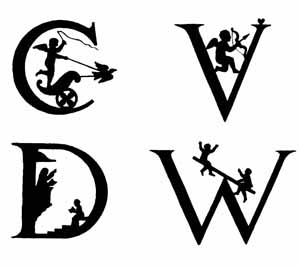